# ジェームズ・ピース

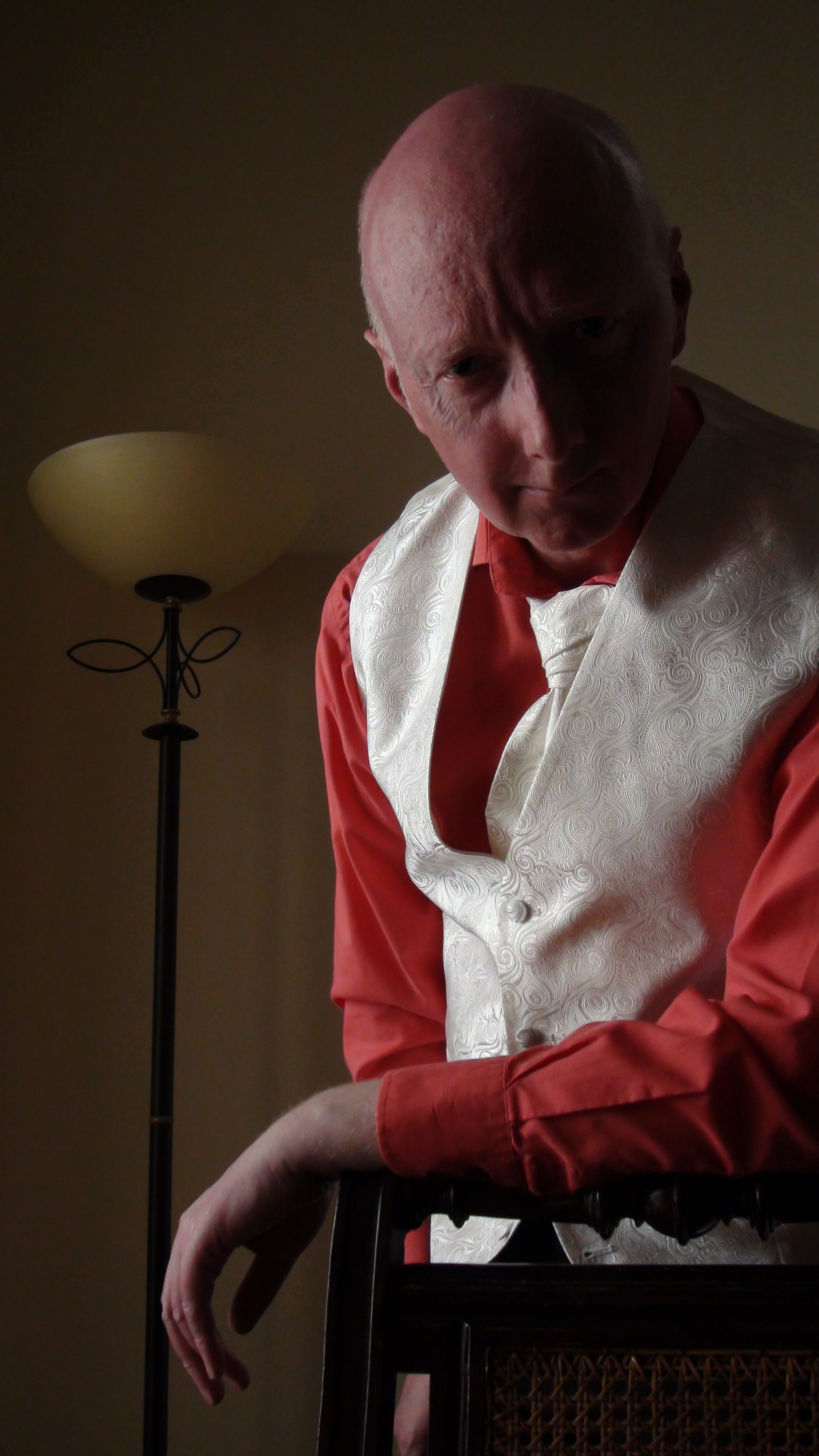
ジェームズ・ピース、ヴィースバーデンの自宅にて

ケネス・ジェームズ・ピース (英: Kenneth James Peace、 1963年9月28日 - ) は、スコットランドの作曲家、コンサート・ピアニスト、ビジュアルアーティストである。

## 生い立ちと略歴
1963年9月28日、スコットランドのペイズリーで生まれる。幼少期のほとんどを、スコットランド西部の海浜リゾート地、ヘレンズバラーグで過ごす。彼の家族は多くの芸術家（John McGhieら）を輩出しており、親戚には20世紀前半にダンス音楽の作曲家として人気を博したFelix Burnsがいる。8歳からピアノの手ほどきを受け、14歳のときにスコット・ジョプリンの曲を演奏し初舞台を踏んだ。16歳で王立スコットランド音楽演劇アカデミー（現スコットランド・ロイヤル・コンセルヴァトワール）に史上最年少の正規生として入学する。1983年、グラスゴー大学にてピアノ教授の学士号を取得し、卒業。翌年、同アカデミーのオーケストラとメンデルスゾーンのピアノ協奏曲第1番を共演し、音楽演奏のディプロマを取得した。学業を修めた後はピアニストとして大いに活躍し、1988年から1991年までエジンバラで過ごした。
1991年からドイツのバード・ナウハイムに移り住み、2009年まで同地に暮らす。1998年からはタンゴを研究し、タンゴに着想を得た自作ピアノ曲集CD「Tango escoces (スコットランド風タンゴ)」を制作、2002年にはヴィクトリア音楽院の名誉会員となった。同年、9月から10月にかけて北ドイツで、11月には極東アジアでソロコンサートツアーを行い、香港で「Tango XVII」を初演した。
その後はヨーロッパでの演奏が中心となる。これまでに以下の主要都市で自作のタンゴを演奏している。アムステルダム、アテネ、ベルリン、ブリュッセル、ヘルシンキ、リスボン、ロンドン、マドリード、オスロ、レイキャヴイーク、ウィーン。
2008年には、タンゴへの貢献が認められ、ロンドン音楽院の名誉会員となった。
エジンバラでの短期滞在を経て、2010年2月にドイツに戻り、ヴィースバーデンに住む。これを機に新たな創作意欲が湧き、自作曲の短編映画を制作。ドキュメンタリー映画『James Peace in Wiesbaden (ヴィースバーデンのジェームズ・ピース)』は、彼の同ジャンルにおける作品のひとつである. 

## 受賞・表彰歴
- 1983年 - グラスゴー・アグネス・ミラー コンペティション第1位 [4]
- 1984年 - グラスゴー・ダンバートンシャーEISコンペティション第1位 [4]
- 1995年 - グラスゴー・シベリウス・エッセイ賞 [4]
- 2000年 - ローマ・TIM国際作曲コンペティション優秀音楽家賞 [1][2][5]
- 2002年 - ニューヨーク・IBLA（イブラ）音楽財団国際音楽コンクール優秀音楽家賞 [1][2][5]
- 2002年 - 東京・国際ピアノデュオ協会コンクール特別賞および記念メダル受賞 [1][2][5][23]
- 2005年 - パリ・「リュテス」国際アカデミーコンクール金賞 [1][2][21][22]

## 主な作品
- 滝 [24] (The Waterfall)
- 田園詩 (Idylls)
- 夜明けのセレナーデ (Aubade)
- 内への悲しみ (原題:Lento Lacrimosoレント・ラクリモーソ)
- 忘れられた葉 (Forgotten Leaves)
- オーボエとピアノのためのソナタ (Oboe Sonata)

- バラード (Ballade)
- セレモニアルマーチ第1番 (Ceremonial March no.1)
- セレモニアルマーチ第2番 (Ceremonial March no.2)
- 秋の黄金色 [25] (Autumn Gold)
- 永遠の歌 [1] (Eternal Song)
- 『ジョージアのために』 (グルジア語: საქართველოსთვის)  (歌詞: タマー・チクヴァイゼ、ズラブ・チクヴァイゼ、ジェームズ・ピース)
- ソロピアノのための24のタンゴ [1][9][21][22]